# Power (serie televisiva)
Power è una serie televisiva statunitense creata da Courtney Kemp Agboh e prodotta da Curtis "50 Cent" Jackson per il network Starz.
L'11 giugno 2014 il network televisivo statunitense Starz ha rinnovato la serie per una seconda stagione di 10 episodi che viene trasmessa negli Stati Uniti d'America dal 6 giugno 2015. Il 10 giugno 2015, dopo gli ottimi ascolti della prima puntata della seconda stagione, viene subito rinnovata anche per una terza stagione. Il 19 luglio 2016, con ottimi ascolti alla première della terza stagione, la serie riceve un doppio rinnovo per la quarta e la quinta stagione. Il 13 marzo 2018, viene rinnovata anche per una sesta e ultima stagione e a luglio 2019, un mese prima che abbia inizio, 50 Cent pubblica online il remix ufficiale della sigla, Big Rich Town, realizzata insieme a Trey Songz e A Boogie Wit Da Hoodie.

## Trama
James St. Patrick, soprannominato Ghost, è il proprietario di un locale notturno a New York, ma oltre a questo impiego legale, è anche il superboss dello spaccio di droga nella città. Fatica a dividersi tra questi due stili di vita e l'equilibrio vacilla quando si rende conto di voler abbandonare la vita criminale per gestire il suo locale e impegnarsi con la sua amante. La serie narra del suo percorso nel tentativo di uscire dal giro del narcotraffico per rifarsi una vita con la sua amata Angie, il suo primo amore del liceo mai dimenticato, che ora riemerge a sorpresa durante una serata al suo club, THE TRUTH. In tutto questo Ghost è affiancato dal suo fratello putativo, Tommy, suo amico d'infanzia e socio in affari, anch'egli cresciuto sulle strade e arricchitosi col narcotraffico, ma per niente intenzionato ad abbandonarlo. POWER è la storia di come Ghost cercherà di crearsi una nuova vita nella legalità, cercando di fare carriera nella politica, ostacolato però dai suoi pericolosissimi soci in affari (il capo del cartello messicano dal quale si rifornisce e per cui lui e Tommy lavorano, le gang di distributori, le gang nemiche) e combattuto nell'amore per i suoi figli che non vorrebbe abbandonare inseguendo il suo amore.

## Episodi
| Stagione         | Episodi | Prima TV USA | Prima TV Italia |
| ---------------- | ------- | ------------ | --------------- |
| Prima stagione   | 8       | 2014         | 2015            |
| Seconda stagione | 10      | 2015         | 2015            |
| Terza stagione   | 10      | 2016         | 2016            |
| Quarta stagione  | 10      | 2017         | 2017            |
| Quinta stagione  | 10      | 2018         | 2018            |
| Sesta stagione   | 15      | 2019-2020    | 2020            |

## Personaggi e interpreti

### Principali
- James "Ghost" St. Patrick (stagioni 1-6), interpretato da Omari Hardwick
- Angela Valdez, procuratore (stagioni 1-5), interpretata da Lela Loren
- Tasha St. Patrick (stagioni 1-6), interpretata da Naturi Naughton
- Thomas Patrick "Tommy" Egan (stagioni 1-6), interpretato da Joseph Sikora
- Holly Elizabeth Weaver (stagioni 1-3), interpretata da Lucy Walters
- Josh Kantos (stagioni 1-6), interpretato da Adam Huss
- Greg Knox (stagioni 1-3), interpretato da Andy Bean
- Frankie (stagione 1, ricorrente stagione 2), interpretato da Kathrine Narducci
- Carlos "Vibora" Ruiz (stagioni 1-3), interpretato da Luis Antonio Ramos
- Agente Juan Julio Medina (stagione 1, guest stagione 3), interpretato da Greg Serano
- Shawn (stagioni 1-2), interpretato da Sinqua Walls
- Cooper Saxe (stagioni 2-6, stagione 1 ricorrente), interpretato da Shane Johnson
- Julio (stagioni 2-4, stagione 1 ricorrente), interpretato da J.R. Ramirez
- Dre (stagioni 2-6), interpretato da Rotimi
- Mike Sandoval (stagioni 2-4), interpretato da David Fumero
- Kanan Stark (stagioni 3-5, stagioni 1-2 ricorrente), interpretato da Curtis "50 Cent" Jackson
- Joe Proctor (stagioni 3-6, stagione 2 ricorrente), interpretato da Jerry Ferrara
- Dean/Milan (stagione 3), interpretato da Callan Mulvey
- Tariq St. Patrick (stagioni 3-6, stagioni 1-2 ricorrente), interpretato da Michael Rainey Jr.
- LaKeisha Grant (stagioni 4-6, stagioni 1-3 ricorrente), interpretata da Alani "La La" Anthony
- Cristobal (stagioni 4-6, stagioni 2-3 ricorrente), interpretato da Matt Cedeño
- John Mak (stagioni 4-5), interpretato da Sung Kang
- Tony Teresi (stagioni 4-5), interpretato da William Sadler
- Terry Silver (stagioni 4-5), interpretato da Brandon Victor Dixon

### Ricorrenti
- Raina St. Patrick (stagioni 1-4), interpretata da Donshea Hopkins
- Paz (stagioni 1-6), interpretata da Elizabeth Rodriguez
- Poncho (stagioni 1-5), interpretato da Franky G
- Felipe "Jefe" Lobos (stagioni 1-3), interpretato da Enrique Murciano
- Victor (stagioni 1-3), interpretato da Jerrell Lee
- Simon Stern (stagioni 1-2, 4), interpretato da Victor Garber
- Pink Sneakers (stagioni 1-2), interpretata da Leslie Lopez
- Estelle (stagioni 1-2), interpretata da Debbi Morgan
- Nomar Arcielo (stagioni 1-2), interpretato da Vinicius Machado
- Ernesto (stagioni 1-2), interpretato da Danny Henriquez
- Javier (stagioni 1-2), interpretato da Lucas Salvagno
- Isabel Ruiz (stagioni 1-2), interpretata da Yainis Ynoa
- Collins (stagioni 1-3), interpretato da Chance Kelly
- Agente Donato (stagioni 1-3), interpretato da Jason Cerbone
- Maggie Chambers (stagioni 1-4), interpretata da Charlotte Booker
- Cynthia Sheridan (stagione 1), interpretata da Diane Neal
- Rolla (stagione 1), interpretato da Darrell Britt-Gibson
- Anabal (stagione 1), interpretato da Dominic Colón
- Liliana (stagione 1), interpretata da Audrey Esparza
- Dominique (stagioni 1-4), interpretata da Kelcy Griffin
- Vladimir (stagioni 1-2), interpretato da William Popp
- Madeline Stern (stagioni 1-2), interpretata da Sonya Walger
- Drifty (stagioni 1-2), interpretato da Jamie Hector
- Marcus (stagioni 1-2, 4), interpretato da McKinley Belcher III
- Maria Suarez (stagione 2), interpretata da Maria Rivera
- Kate Egan (stagioni 2-4), interpretata da Patricia Kalember
- 2-Bit (stagioni 2-4), interpretato da Michael J Ferguson
- Jarita (stagione 2), interpretata da Tasha Smith
- QDub (stagione 2), interpretato da Marc John Jefferies
- SAC Jerry Donovan (stagioni 2-4), interpretato da Ty Jones
- Marshall Romano (stagioni 2-4), interpretato da Craig DiFrancia
- Jukebox (stagioni 3-4), interpretata da Anika Noni Rose
- Padre Callahan (stagioni 3-4), interpretato da Jim Norton
- Tatiana (stagioni 3-4), interpretata da Irina Dvorovenko
- Soo (stagioni 3-4), interpretata da Sheena Sakai
- Black Grimace (stagioni 3-4), interpretato da Avery Mason
- Spanky (stagioni 3-4), interpretato da Omar Scroggins
- Calvin (stagioni 3-4), interpretato da Vincent Agnello
- Petar (stagioni 3-4), interpretato da Aleksandar Popovic
- Jae Shin (stagione 3), interpretato da C.S. Lee
- Dylan Shin (stagione 3), interpretato da Jonathan Park
- Andy (stagione 3), interpretato da Sam Underwood
- Alby (stagione 3), interpretato da Gus Halper
- Hugo (stagione 3), interpretato da Gabriel Sloyer
- Karen Bassett (stagione 3), interpretata da Ivana Miličević
- Horatio Bassett (stagione 3), interpretato da John Hutton
- MJ Hazen (stagione 3), interpretata da Arija Bareikis
- Bratislav (stagione 3), interpretato da Yaroslav Novikov
- Bailey Markham (stagione 3), interpretato da Lee Tergesen
- Ray Ray (stagioni 3-4), interpretato da Marcus Callender
- Marshal Clyde Williams (stagione 4), interpretato da Charlie Murphy
- Giudice Tapper (stagione 4), interpretato da Michael Gaston
- Uriel (stagione 4), interpretato da Ian Paola
- Connie Teresi (stagioni 4-5), interpretata da Mercedes Ruehl
- Brains (stagione 4), interpretato da Jermel Howard
- Sammy (stagioni 4-5), interpretato da Bill Sage
- Destiny (stagione 4), interpretata da Andrea-Rachel Parker
- Consigliere Tate (stagione 4), interpretato da Larenz Tate
- Diego Jiménez (stagioni 4-5), interpretato da Maurice Compte
- Alicia Jimenez (stagioni 4-5), interpretata da Ana de la Reguera
- Tameika Robinson (stagione 5), interpretata da Quincy Tyler Bernstine
- Josh Kantos (stagione 5), interpretato da Adam Huss
- Linda (stagione 5), interpretata da Garcelle Beauvais
- Laces (stagione 5), interpretato da Kendrick Lamar

## Accoglienza
| Stagione | Accoglienza         | Accoglienza                              | Accoglienza        |
| Stagione | Rotten Tomatoes     | Rotten Tomatoes - Punteggio del pubblico | Metacritic         |
| -------- | ------------------- | ---------------------------------------- | ------------------ |
| 1        | 41% (17 recensioni) | 79% (205 recensioni)                     | 57 (15 recensioni) |
| 2        | 100% (9 recensioni) | 86% (276 recensioni)                     | 75 (4 recensioni)  |
| 3        | -                   | 83% (93 recensioni)                      | -                  |
| 4        | -                   | 93% (208 recensioni)                     | -                  |

## Spin-off
Alla fine della sesta stagione viene annunciata la realizzazione di quattro spin-off ambientati nello stesso universo della serie originale, sottotitolati come Book (con il Power originale che diventa Book I): Power Book II: Ghost, Power Book III: Raising Kanan, Power Book IV: Force e Power Book V: Influence

### Power Book II: Ghost(2020-in corso)
La storia riprende immediatamente dopo il finale di Power, e vede Tariq St. Patrick barcamenarsi nella sua nuova vita cercando di bilanciare la sua vita di universitario a quella di spacciatore, provando a staccarsi dall'eredità del padre Ghost mentre cerca di salvare la madre Tasha dall'accusa di aver ucciso Ghost stesso. Il cast comprende, oltre a Michael Rainey Jr. e Naturi Naughton, che riprendono i loro ruoli in Power, anche Shane Johnson, Melanie Liburd, Mary J. Blige e Method Man.
La serie è stata trasmessa negli Stati Uniti d'America su Starz dal 6 settembre 2020 a cadenza settimanale, e contemporaneamente in Italia in streaming su Starzplay, canale aggiuntivo disponibile all'interno dell'abbonamento ad Amazon Prime Video. Nello stesso mese la serie è stata rinnovata per una seconda stagione che verrà trasmessa a partire dal 21 novembre 2021.

### Power Book III: Raising Kanan(2021-in corso)
La storia, ambientata a partire dal 1991, racconta le origini di Kanan Stark (Mekai Curtis) e di come a quindici anni entrò nel giro dello spaccio e di criminalità della sua famiglia, capitanata dalla madre Raquel Thomas (Patina Miller) che gestisce il giro insieme ai fratelli Marvin (London Brown) and Louis "Lou Lou" (Malcom Mays). Il cast vede anche la partecipazione del rapper Joey Badass nel ruolo del villain Unique, capo della gang rivale della famiglia Thomas.
La serie è stata trasmessa negli Stati Uniti d'America su Starz dal 18 luglio 2021 a cadenza settimanale, e contemporaneamente in Italia in streaming su Starzplay, canale aggiuntivo disponibile all'interno dell'abbonamento ad Amazon Prime Video. Nello stesso mese, ancora prima del debutto, la serie è stata rinnovata per una seconda stagione.

### Power Book IV: Force(2022)
Force riprende anch'essa la storia immediatamente dopo gli eventi di Power e segue le vicende di Tommy Egan mentre lascia New York e tutto che lo lega ad essa, trasferendosi a Chicago ed entrando a far parte del suo giro criminale. Oltre a Joseph Sikora che riprende il ruolo di Tommy, il cast comprende anche le new entries Lili Simmons e Tommy Flanagan.
La serie viene trasmessa su Starz a partire dal 6 febbraio 2022, e contemporaneamente in Italia in streaming su Starzplay, canale aggiuntivo disponibile all'interno dell'abbonamento ad Amazon Prime Video. Le prime due stagioni, ciascuna di 10 episodi, sono uscite nel 2022 e 2023. Nel giugno 2024 è stato annunciato che la terza stagione sarà l'ultima.

### Power Book V: Influence(cancellata)
La serie avrebbe dovuto seguire le vicende del politico corrotto Rashad Tate nella sua spietata corsa al potere. Originariamente prevista come quarto book dell'universo di Power (poi passato a Force), la serie è entrata in preproduzione e l'unico membro del cast annunciato era stato Larenz Tate nel ruolo di Rashad. Nell'agosto 2022 è stata annunciata la cancellazione della serie.

## Riconoscimenti
- 2016 - NAACP Image Award[17]
  - Candidatura per la miglior serie drammatica
  - Candidatura per il miglior attore in una serie drammatica a Omari Hardwick
  - Candidatura per la miglior attrice non protagonista in una serie drammatica a Naturi Naughton
- 2017 - NAACP Image Award[18]
  - Miglior attrice non protagonista in una serie drammatica a Naturi Naughton
  - Candidatura per la miglior serie drammatica
  - Candidatura per il miglior attore in una serie drammatica a Omari Hardwick
- 2018 - NAACP Image Award[19]
  - Miglior serie drammatica
  - Miglior attore in una serie drammatica a Omari Hardwick
  - Miglior attrice non protagonista in una serie drammatica a Naturi Naughton